# Franz Reisecker
Franz Reisecker (* 11. Juli 1958) ist ein österreichischer Landwirtschaftsfunktionär. Er war unter anderem Präsident der Landwirtschaftskammer Oberösterreich und Vizepräsident der Landwirtschaftskammer Österreich und der europäischen Landwirtschaftsvertretung COPA. Reisecker ist Träger des Ehrenzeichens des Landes Oberösterreich in Gold.

## Leben
Reisecker wuchs in der Gemeinde Weilbach im Innviertel, Oberösterreich auf. Er maturierte an der HBLA Ursprung in Elixhausen und bewirtschaftete einen landwirtschaftlichen Betrieb in der Gemeinde St. Georgen bei Obernberg am Inn mit Schwerpunkt Schweinemast und Ackerbau.

## Funktionärs-Positionen
- 1997–2002 Kammerrat in der Landwirtschaftskammer-Vollversammlung
- 2002–2011 Vizepräsident der Landwirtschaftskammer Oberösterreich
- 2002–2019 Mitglied des Präsidiums des Oberösterreichischen Bauernbundes
- 2011–2019 Präsident der Landwirtschaftskammer Oberösterreich
- 2011–2019 Vizepräsident der Landwirtschaftskammer Österreichs[1]

Darüber hinaus war er Vorstandsmitglied der Sozialversicherungsanstalt der Bauern, Genossenschaftsanwalt im Raiffeisenverband Oberösterreich und Vizepräsident der COPA.

## Ehrungen
Landeshauptmann Thomas Stelzer verlieh ihm das Goldene Ehrenzeichen des Landes Oberösterreich, der dritthöchsten von sieben Stufen des Ordens des Bundeslandes.
Für sein Wirken für den Raiffeisenverband Oberösterreich erhielt Reisecker im September 2023 das Ehrenzeichen der Republik Österreich.